# Onimus (Orgelbauerfamilie)

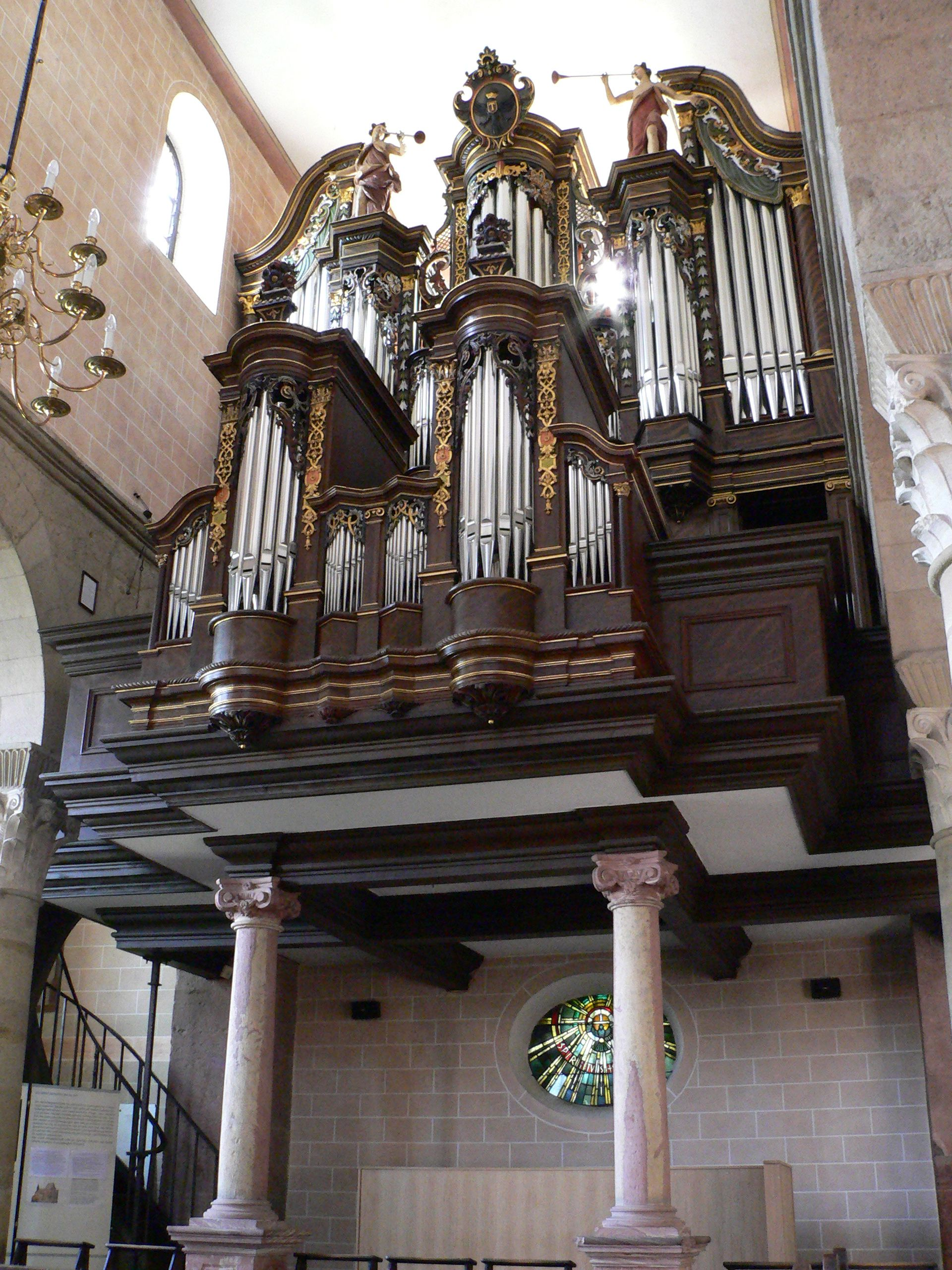
Orgel in Frankfurt-Höchst, Justinuskirche, von Johann Onimus

Johann Onimus (auch: Onymus) (* 1689 in Ettenheimmünster (Baden); † 1759 in Mainz) und sein Neffe Joseph Anton Onimus (auch: Onymus) (* 10. November 1715 in Ettenheimmünster; † 1781 in Mainz) waren Mainzer Orgelbaumeister. Der Orgelbauerfamilie Onimus sind außer 19 Orgelneubauten zahlreiche Reparaturen und andere Arbeiten im Mainzer Raum sowie in Ober- und Südhessen zuzuordnen.

## Leben des Johann Onimus
Johann Onimus wurde am 10. Juni 1711 Mainzer Bürger und arbeitete dort als selbständiger Orgelbauer, ohne vom Mainzer Domkapitel bestallt worden zu sein. 

## Leben des Joseph Anton Onimus
1760 übernahm Joseph Anton Onimus die Werkstatt seines verstorbenen Onkels. 1781 verunglückte Joseph Anton Onimus tödlich während des Baus seiner größten Orgel für die Kirche St. Ignaz in Mainz durch einen Sturz in seinem Haus, bei dem er sich das Genick brach.

## Werk des Johann Onimus

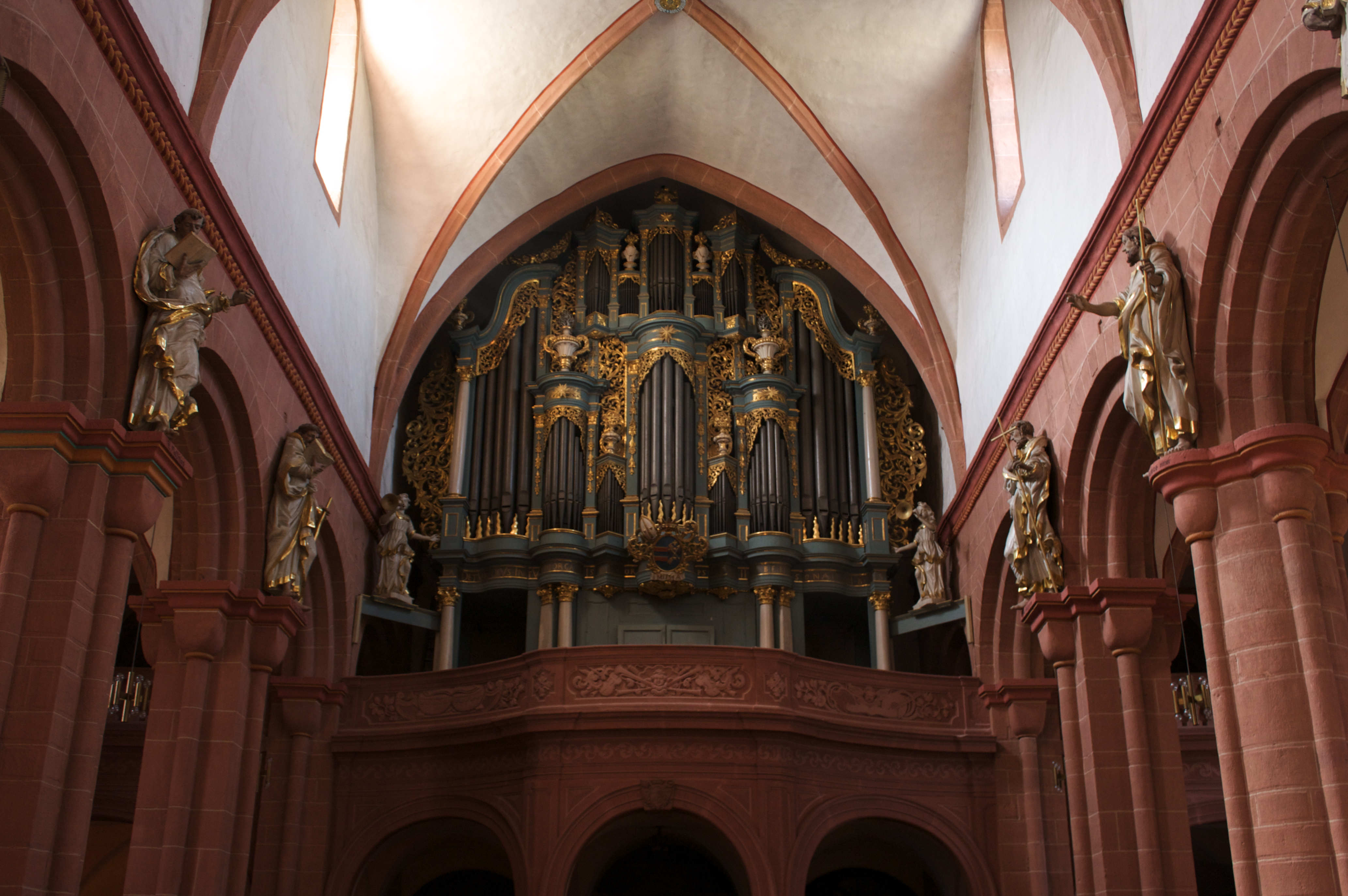
Orgel in Ilbenstadt (1735)

Von Johann Onimus sind sechs Orgelneubauten nachgewiesen. Aus den Jahren 1733 bis 1735 stammt seine einzig erhaltene Orgel. Sie befindet sich in der Basilica minor und katholischen Pfarrkirche St. Maria, St. Petrus und Paulus des ehemaligen Klosters Ilbenstadt. Nach Renovierungen und Umbauten 1930 durch Julius Hembus (* 23. Juli 1903; † 20. April 1983) aus Kronberg im Taunus und 1970 durch Gebrüder Hillebrand Orgelbau ist die mechanische Spiel- und Registertraktur heute stark verändert. Aus dem historischen Bestand sind das von Franz Voßbach (Mainz) geschnitzte Gehäuse einschließlich der Posaunenengel von Martin Biterich (auch Bitterich; * 1691 in Südtirol; † 1759 in Mainz), die Prospektpfeifen und etliche Register erhalten. Von den Orgelneubauten in Bauschheim (einmanualige Orgel von 1732 auf der Basis eines Principal 4′) und in der Justinuskirche in Höchst (1737, II/P/27) sind nur noch die Prospekte zu sehen. Seine neue Orgel in Mainz-Laubenheim aus dem Jahre 1742 kostete 193 Gulden und 8 Kreuzer. Umfang und Disposition sind unbekannt. Sie war 1790 reparaturbedürftig und wurde 1794 zerstört. Nicht erhalten sind die einmanualigen Werke in Ginsheim (1746; zerstört 1944) und Hattersheim am Main (1757; abgetragen 1914). Renovierungen und Reparaturen führte Johann Onimus an den Mainzer Orgeln von St. Rochus (1728), St. Emmeran (1729), St. Quintin (1731) und St. Ignaz (1731–1759) sowie der evangelischen Kirche in Mommenheim (1742/1743) durch.

## Werk des Joseph Anton Onimus

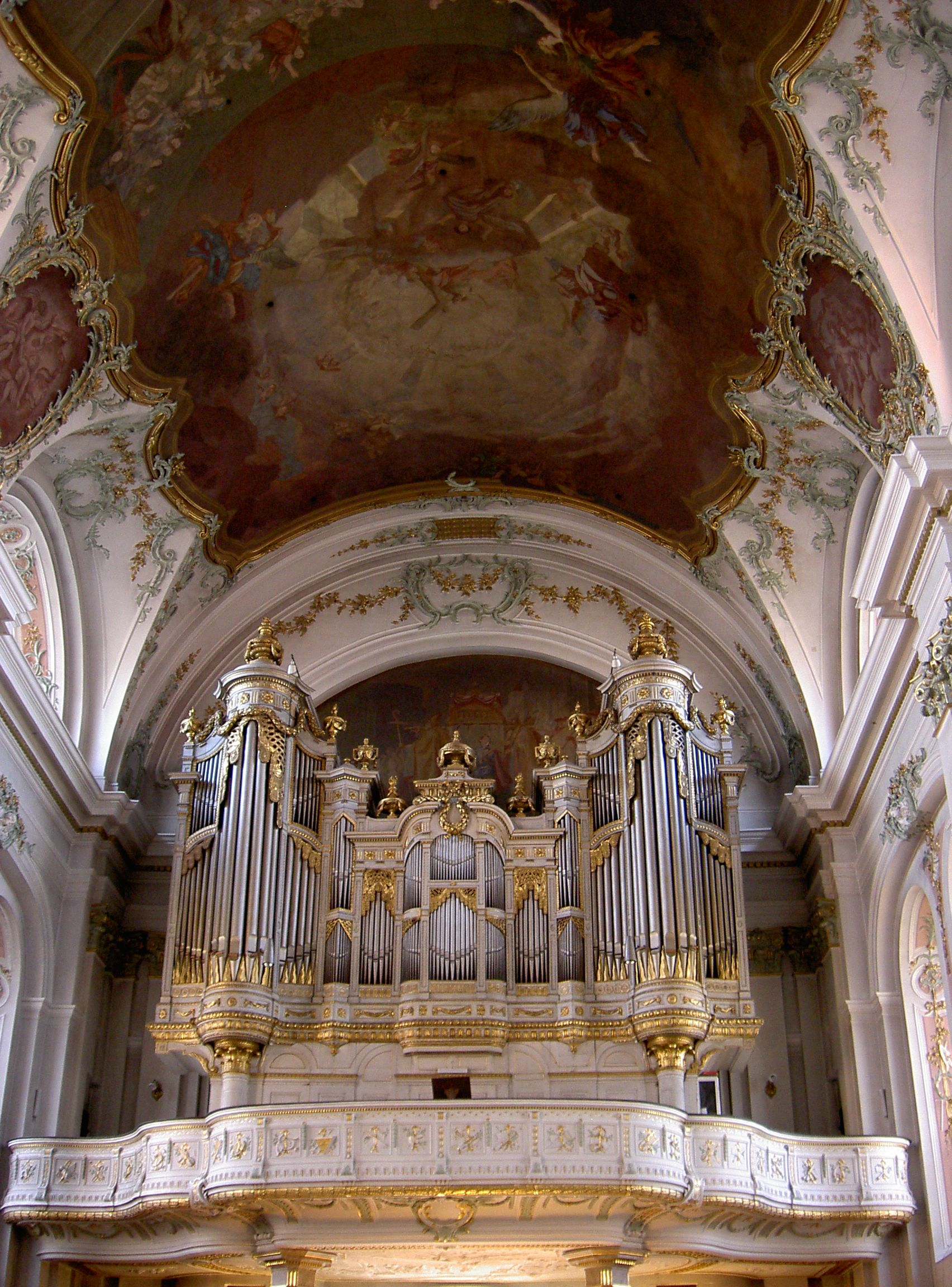
Orgelprospekt in Mainz, St. Ignaz, von Joseph Anton Onimus

Die 1763 erbaute Orgel der kath. Pfarrkirche St. Walburga in Friesenheim (Rheinhessen) und die zeitnahe erbaute Orgel der kath. Pfarrkirche in Weinolsheim (Rheinhessen) sind die einzigen von Joseph Anton Onimus, bei denen noch ein Großteil der Innenpfeifen original erhalten ist. Der Spieltisch der Orgel von Friesenheim wurde 1993 von Förster & Nicolaus nach dem Vorbild der Orgel um 1760 aus der Werkstatt von Joseph Anton Onimus rekonstruiert, das sich in der kath. Pfarrkirche St. Urban in Gau-Heppenheim (Rheinhessen) befindet. Dieses Orgelwerk wurde vermutlich 1917 seines gesamten Pfeifenwerks beraubt, weshalb es sich seit dieser Zeit im „Dornröschenschlaf“ befindet. Erhalten sind neben dem Gehäuse die Manualwindlade ohne Schleifen und Stöcke, das Manual, das Wellenbrett sowie Teile der Spiel- und Registertraktur. Anhand vorhandener Fragmente der Registerschilder lässt sich ihre Disposition näherungsweise rekonstruieren. Demnach besaß die Orgel den Manualumfang von C–c³ sowie ein angehängtes Pedal von C–d°. Vermutlich lautete die Disposition: Principal 4′, Großgedackt 8′, Flaut travers (Diskant) 8′, Spitzflöte oder Gedacktflöte 4′, Quint 2 2⁄3′, Sesquialter, Octav 2′, Flageolet 2′, Mixtur III 1′. Bei der Ausstellung „Die Orgel als sakrales Kunstwerk“, die 1991–1992 im Mainzer Dommuseum gezeigt wurde, wurde diese Orgel als Ausstellungsobjekt präsentiert.
In den 1760er Jahren erbaute Joseph Anton ein einmanualiges Instrument mit 14 Registern für die Evang. Kirche in Dalheim (Rheinhessen), deren Gehäuse erhalten ist, um 1766 eine Orgel für die Katholische Pfarrkirche St. Pankratius Mainz-Hechtsheim, deren Gehäuse ebenfalls erhalten ist, 1770 eine einmanualige Orgel für die kath. Pfarrkirche St. Laurentius in Mainz-Ebersheim, die nach dem Zweiten Weltkrieg um ein Hinterwerk mit einem zweiten Manual erweitert wurde. Originaler Pfeifenbestand von Onimus ist im Hauptwerk erhalten geblieben. Weitere Neubauten lieferte Onimus 1772 für die katholische Kirche in Kaub (I/P/10), 1775 für Biebesheim am Rhein und 1777 für Oberhöchstadt (I/P/12) sowie im selben Jahr ein kleines Werk mit sechs Register für die Mainzer Hospitalkirche „Zum Heiligen Geist“. 1781 baute er für die Mainzer Pfarrkirche St. Ignaz sein größtes und letztes Orgelwerk, das 1836 durch ein neues Werk von Bernhard Dreymann ersetzt wurde. Das Gehäuse nach Entwürfen von Peter Metz ist eines der wenigen erhaltenen im klassizistischen Stil.

## Nachfolger
Nach seinem Tod übernahm Johann Adam Flügel, ein Geselle von Philipp Ernst Wegmann, die Mainzer Werkstatt und sorgte auf diese Weise für die Fortführung der Tradition.